# Dystrophaeus viaemalae
Il distrofeo (Dystrophaeus viaemalae) è stato uno dei primi dinosauri provenienti dal Giurassico superiore americano ad essere descritto. Di grande importanza storica, questo animale in realtà è noto solo per frammenti.
In effetti il distrofeo era un grande dinosauro erbivoro con collo e coda piuttosto lunghi, un sauropode molto simile ai ben noti Brontosaurus (= Apatosaurus) e Diplodocus, ma i resti scarsi non permettono una classificazione precisa.

## Descrizione
Non si può supporre molto a causa della natura frammentaria e dell'incerta posizione filogenetica di Dystrophaeus. Come sauropode, sarebbe stato un grande erbivoro dal collo lungo, di dimensioni moderate per un sauropode; potrebbe essere stato lungo circa 13 metri, con una massa stimata di circa 7-12 tonnellate.

## Classificazione

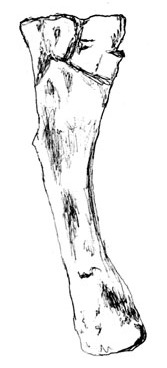
Pube di Dystrophaeus

In passato era stato avvicinato alla primitiva famiglia dei cetiosauridi e a Haplocanthosaurus, ma più recentemente qualche paleontologo lo ha trovato molto vicino all'origine della famiglia dei diplodocidi veri e propri. Tra l'altro, sembra che i terreni in cui è stato rinvenuto Dystrophaeus siano leggermente antecedenti a quelli in cui sono stati ritrovati tutti i più famosi dinosauri della Morrison Formation, ovvero i già citati Brontosaurus e Diplodocus, ma anche Stegosaurus, Allosaurus e Camptosaurus.